# David Held
David Held (27 de agosto de 1951; Inglaterra-2 de marzo de 2019) fue un sociólogo británico, especialista en teoría política y relaciones internacionales. Junto con Daniele Archibugi ha sido una de las figuras claves en el desarrollo del cosmopolitismo, y un reconocido erudito en el campo de la globalización.